# Georges Bierand
Georges Bierand dit Géo Bierand, né à Bruxelles le 4 mars 1895 et mort vers 1953, est un peintre belge.

## Biographie
Membre de la Société royale des beaux-arts de Belgique, chevalier de l'Ordre de la Couronne et de l'Ordre de Léopold, il expose en 1912 au Palais des beaux-arts de Bruxelles puis en 1926 à Bruxelles aux Salons triennaux et à Genève, l'année suivante à une expédition qui lui est entièrement consacrée, toujours à Bruxelles et en 1928 à l'Exposition générale des beaux-arts de Bruxelles ainsi que dans diverses villes dont Alger, Nice, Varsovie ou Paris. 
Ses œuvres les plus connues sont les toiles Roses fanées et La Sieste.